# Mabuhay
Mabuhay là một đô thị hạng 5 ở tỉnh Zamboanga Sibugay, Philippines. Theo điều tra dân số năm 2000 của Philipin, đô thị này có dân số 25.199 người trong 3.964 hộ.

## Các đơn vị hành chính
Mabuhay được chia thành 18 barangay.
| - Abunda - Bagong Silang - Bangkaw-bangkaw - Caliran - Catipan - Kauswagan - Ligaya - Looc-Barlak - Malinao | - Pamansaan - Pinalim (San Roque) - Poblacion - Punawan - Santo Niño (Caliran) - Sawa - Sioton - Taguisian - Tandu-Comot (Katipunan) |